# Йохан фон Золмс-Лих
Йохан (VI) фон Золмс-Лих (на немски: Johann zu Solms-Lich; Johannes VI von Solms-Braunfels in Lich; * 1411; † 1457) от Дом Золмс, е граф на Золмс-Браунфелс и първият с титлата граф на Золмс-Лих в Лих.

## Произход
Той е вторият син на граф Ото I фон Золмс-Браунфелс (ок. 1375 – 1410) и съпругата му Агнес фон Фалкенщайн († 1409), дъщеря на Филип VI фон Боланден-Фалкенщайн († 1373) и Агнес фон Фалкенщайн-Мюнценберг († 1380), дъщеря на Филип V фон Фалкенщайн-Боланден († 1365/1343) и Елизабет фон Ханау († 1389). По-големият му брат е граф Бернхард II фон Золмс-Браунфелс (ок. 1400 – 1459).
Погребан е в Лих.

## Фамилия
Йохан се жени ок. 1429 г. за Елизабет фон Кронберг-Рьоделхайм († 15 юли 1438), дъщеря на Франк XII фон Кронберг (ок. 1397 – 1461) и Катарина фон Изенбург-Гренцау (ок. 1413 – 1465). Те имат децата:
- Йоханес цу Золмс-Хоензолмс-Лих († 18 август 1457)
- Куно фон Золмс-Лих (1420 – 1477), граф на Золмс-Лих, женен на 30 септември 1457 г. за Валпурга фон Даун-Кирбург (1440 – 1493)
- Катарина цу Золмс-Хоензолмс-Лих, монахиня в Алтенберг